# エミール (ルソー)
『エミール、または教育について』（フランス語: Émile, ou De l’éducation）は、教育の性質と、それを「最高かつ最も重要」であると考えたジャン＝ジャック・ルソーによって書かれた人間の性質に関する論文である。
「サヴォア司祭の信仰告白」と題する部分のために、『エミール』はパリとジュネーブで出版禁止とされ、初版刊行の1762年に公開の場で焼かれた。フランス革命の間に、『エミール』は新しい国の教育制度となるもののヒントとして役立った。なお、作中に登場する「エミール」は架空の孤児であり、本書は実話ではない。

## 政治と哲学
この作品は、個人と社会の関係についての基本的な政治的および哲学的問題に取り組んでいる。特に、個人は、腐敗した集団の一部でありながら、ルソーが生来の人間の善と見なしたものをどのように保持することができるだろうか。その冒頭の文万物をつくる者の手をはなれるときすべてはよいものであるが、人間の手にうつるとすべてが悪くなる、ルソーは、『社会契約論』（1762年）で彼が特定した自然人が腐敗した社会を生き残ることを可能にする教育システムを説明しようとする。
彼は、理想的な市民がどのように教育を受けるかというのをわかりやすく示すために、エミールと家庭教師という小説的な設定を採用する。エミールは、ほとんど詳細な子育てガイドであるが、それにはいくつかの子育てに関する特別なアドバイスが含まれている。
それは、まず一部で考えられているように、西洋文化における最初の教育哲学であることになんの異議もないが、同様に、最初の教養小説の一つでもある。

## 本の構成
本文は5篇に分かれている。最初の3篇は子どもエミールに捧げられ、第4篇は青年期の探求に捧げられ、第5篇は彼の女性の相手役であるソフィーの教育とエミールの家庭生活と市民生活の記述に当てられている。
- 序文
- 第1篇 - 幼年時代
- 第2篇、第3篇 - 少年時代
- 第4篇 - 青年時代
- 第5篇 - 女子教育

### 第1篇

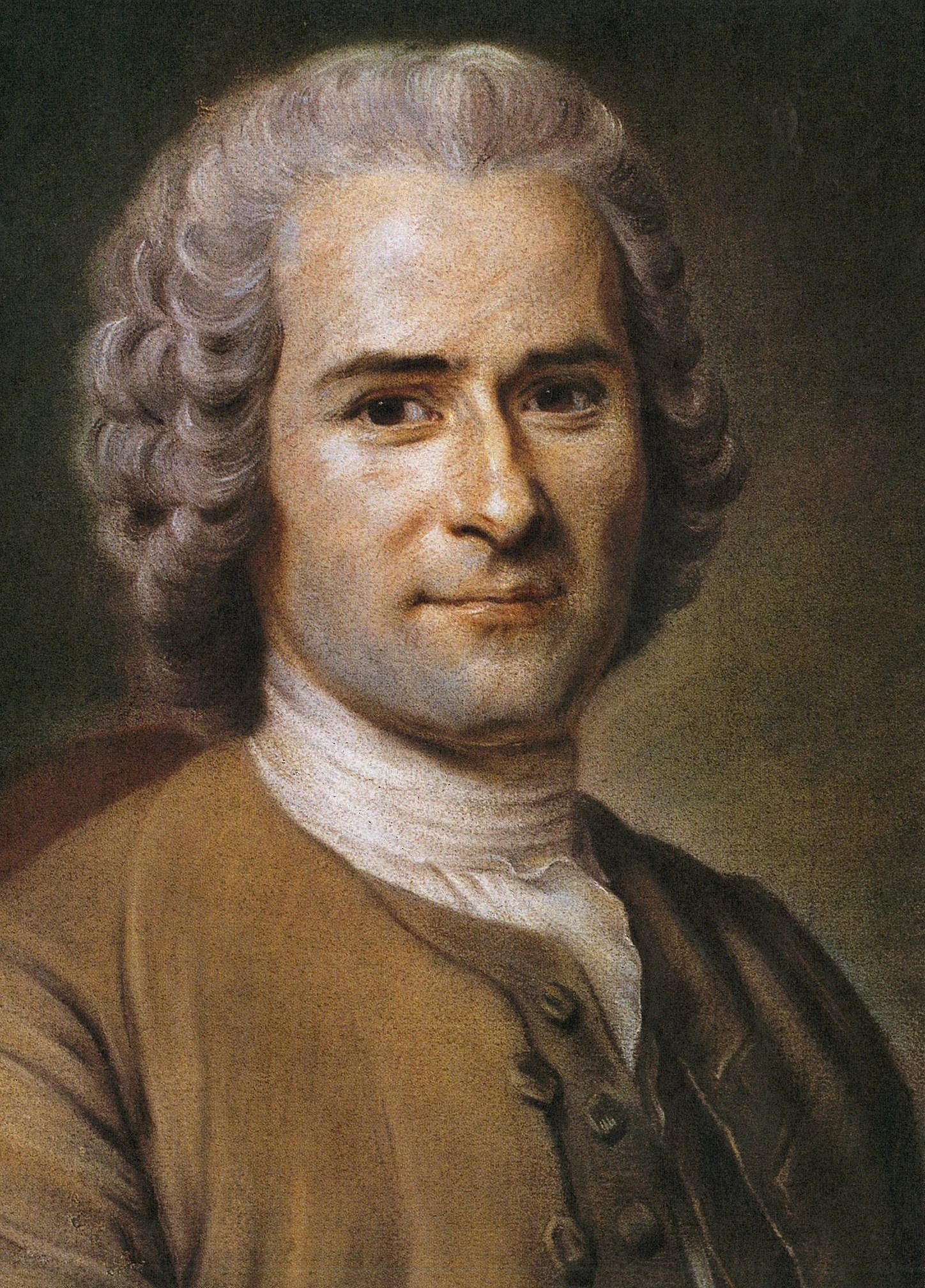
ジャン・ジャック・ルソー

第1巻では、ルソーは彼の基本的な哲学について論じているだけでなく、その哲学に準拠するために子供を育てなければならない方法についても概説し始める。彼は幼児と子どもの初期の身体的および感情的な発達から始める。『エミール』は、「"全く彼自身のためにだけ"存在する自然人と社会での生活の意味との間の矛盾を解決する方法を見つける」ことを試みる。有名な冒頭の文章は、教育プロジェクトの前兆ではない。
「造物主の手を出るときは人間は善であるが、人間の手に移されると悪くされてしまう。」しかしルソーは、すべての社会が「人を作るか市民を作るかを選ばなければならない」こと、そして最高の「社会制度は人を変質させる方法を最もよく知っている機関であり、彼から絶対的な存在を奪うことである」ことを認めている。彼に相対的なものを与えて、私を共通の団結に運びなさい。」ルソーにとって「変質した人」とは、エミールと同じ年に出版された『社会契約論』で彼が称賛する「自然な」本能のいくつかを抑制することであるが、ルソーにとってそのようなプロセスは完全に否定的であるように見えるかもしれないが、これはそうではない。
『エミール』は高貴な野蛮人の喪失を嘆くことはない。代わりに、それは自然人が社会の中でどのように生きることができるかを説明する努力となる。この本でのルソーの提案の多くは、他の教育改革者の考えを言い換えたものである。たとえば、彼は、「季節、気候、要素の不寛容に対して、空腹、喉の渇き、倦怠感に対して、子供たちの体を鍛える」というロックの提案を支持している。
彼はまた、おくるみの危険性と、母親が自分の乳児を授乳することの利点を強調している。ルソーの母乳育児への熱意は、彼を次のように主張させている。「しかし、母親が子供を養育するようになれば、道徳は自ら改革され、自然の感情がすべての心に目覚め、国家は再構築されるだろう。」
—壮大なレトリックへのルソーの関わりを示す誇張。著名なルソー学者であるピーター・ジマックは、次のように論じている。「ルソーは、たとえそれが自分の考えの誇張を意味する場合であっても、読者の注意を引き、彼らの心を動かすような印象的で宝石のような言葉を努めて探し求めた。」そして実際に、ルソーの宣言は、オリジナルではないにもかかわらず、おくるみと母乳育児に革命をもたらしたのである。そして、実際、ルソーの発言は、オリジナルではないが、おくるみと母乳育児の革命に影響を与えたのである。

### 第2篇
第2巻は、子どもと世界の最初の関わりに関するものである。
ルソーは、この段階では、子どもたちの教育は本からではなく、感覚の発達とそれらから推論を引き出す能力に重点を置いた、子供たちの世界との相互作用から得られるべきであると信じていた。ルソーは、この段階で教育に成功した少年の例でこの章を締めくくっている。父親は男の子を飛んでいる凧から連れ出し、影だけを見て凧の位置を推測するように子どもにいう。これは子どもが具体的に教えられたことのない仕事であるが、物理的な世界の推論と理解を通して、子どもは彼の仕事を成功させる。ある意味で、このアプローチはモンテッソーリ法の先駆けといってもよい。

### 第3篇
第3篇は、職業の選択の問題が登場する。ルソーは、子供が自分の性別と年齢に適した、そして彼の傾向に適した手のスキルを、価値のある役割モデルによって教えられなければならないと信じていた。子どもは本ばかり読んでいるのではなく、作業場で働けば、手は精神にも良い働きをする。子どもは農夫のように働き、哲学者のように考えなくてはならない。そして、未開人のようにのらくら者になってはならない、として、道徳よりも、技術、農業を推奨する。職業として、推奨されるのは指物師(家具職人)である。

### 第4篇
エミールは肉体的に強く、周囲の世界を注意深く観察することを学ぶと、教育の最後の部分である感情の準備が整う。「我々は活動的で思考する存在を育てた。人間を完成させるために、私たちに残されているのは、愛し、感じる存在を育てること、つまり、感情によって理性を完成させることである。」
エミールはこの時点でティーンエイジャーであり、ルソーは、エミールが今や複雑な人間の感情、特に同情を理解できるようになったと信じている。ルソーは、子どもが他人の代わりに自分自身を置くことはできないが、思春期に達してそうすることができるようになり、エミールはついに世界に連れて行かれ、社交的になることができるという。
青年期の間に新たに社会に意欲を見せるようになったエミールにさらに、家庭教師は彼に宗教というものを紹介する。ルソーによれば、子供たちは15歳か16歳になる前に魂のような抽象的な概念を理解することができないので、彼らに宗教を手ほどきするのは危険を伴う。ルソーは次のように書いている。「神性に気づかないことは、それを怒らせることほど悪いことではない。」さらに、子どもたちは宗教の一部である難しい概念を理解することができないので、子供たちは彼らに言われたことを暗唱するだけであり、彼らは信じることができないと彼は指摘する。
第4篇には、有名な「サヴォア司祭の信仰告白」も含まれている。これは、エミールの非難の主な原因であり、親の書とは無関係に最も頻繁に抜粋されて出版された部分である。
ルソーは「職業」の最後に次のように書いている。「私はこの文章を、宗教的な問題で従うべき感情の原則としてではなく、生徒と推論する方法の例として書き写した。私が確立しようとした方法とは異なる。」
ルソーは、司祭を通して、読者を信仰のみという主張を通して、自然宗教に導いていく。ルソーはこのように書く。「もし彼が(基礎的な自然宗教を超えて)別の宗教を持たなければならないとしたら、私はもう彼を宗教に案内人であることはできない。」

### 第5篇
第5篇で、ルソーはエミールの将来の妻であるソフィーの教育に目を向けている。
ルソーは、有名な一節で男性と女性の固有の違いを説明することから、理想的な女性であるソフィーの教育の解説を始める。

## 出版の経緯と弾圧
ルソーは1757年末に『エミール』執筆を計画し、翌1758年末頃にこの作品を書き始めた。1760年10月頃には原稿を完成させ、それを保護者のリュクサンブール夫人に預けた。
出版は1762年5月。しかし出版直後から、特に第4篇の「サヴォワの助任司祭の信仰告白」が問題視され、キリスト教勢力を中心とする激しい弾圧にさらされた。
具体的には、まず6月に本の押収、パリ大学神学部（ソルボンヌ）による告発、パリ高等法院による有罪判決と逮捕令が続き、ルソーはスイスへの逃亡を余儀なくされる。
8月にはパリ大司教ボーモンが教書で弾劾した。これに対し、ルソーは1763年3月『パリ大司教クリストフ・ド・ボーモンへの手紙』で反論したが、事態は好転しなかった。
ルソーにとって、「男性と女性が共通して持っているものはすべて種に属し、...それらを区別するものはすべて性に属している。」ルソーは、女性は「受動的で弱い」、「ほとんど抵抗せず」、そして「男性を喜ばせるために特別に作られる」べきであると述べている。しかし、彼は「人は順番に彼女を喜ばせるべきである」と付け加え、「彼の強さの唯一の事実」の関数として、つまり厳密に「自然な」法則として、「愛の法則」を紹介する。
エミールで探求された他のアイデアと同様に、ルソーの女性教育に対する姿勢は、当時の「既存の感情を結晶化した」ものであった。18世紀の間、ルソーが提唱する適切な領域内にとどまることが奨励されたため、女性の教育は伝統的に、縫製、家事、料理などの家庭の技能に焦点を当てていた。
ルソーの女性教育の簡単な説明は、おそらくエミール自体よりもさらに大きな近代的な反応を引き起こした。たとえば、メアリ・ウルストンクラフトは、『女性の権利の擁護』（1792）の「女性を哀れみの対象にした作家の何人かに対する非難」の章のかなりの部分をルソーと彼の議論に当てている。
女性の権利の擁護におけるルソーの主張に答えるとき、ウルストン・クラフトは彼女の作品の第4章でエミールを直接引用している。
フランスの作家ルイーズ・デピネー(1756年から1年半、ルソーの保護者だった)の『エミールとの会話』(Conversations d'Emilie)は、ルソーの女性教育に対する見方に対する彼女のそれの相違点を鮮明にしている。彼女は、女性とはルソーが言うような自然な違いではなく、女性の教育が社会における女性の役割に影響を与えると信じていた。
ルソーはまた、彼の『社会契約論』の簡潔な版を本に含めることによって、第5篇のエミールの政治的育成に触れている。彼の政治論文『社会契約論』は『エミール』と同年に出版され、同様に一般意志に関する物議を醸す理論のために政府によってすぐに禁止された。ただし、エミールでのこの作品の版では、王権と統治の間の緊張については詳しく説明していないが、代わりに読者に元の作品を紹介している。

## エミールとソフィー
ルソーの死後に出版されたエミールの不完全な続編『エミールとソフィー、または孤独な人たち』（英語訳題 英: Emilius and Sophia、ou les solitaires〈1780年〉、ルソー死後の刊行。刊行当時は『エミール』の続編とみなされ、19世紀初頭までの『エミール』には一緒に収録されていた）では、ソフィーは不誠実であり（ほのめかされているのは薬物レイプかもしれない）、エミールは最初は裏切りに激怒している、と述べられている。
「世の中の女性の不倫は胆力以上のものではないが、不倫をしたソフィアはすべてのモンスターの中で最も嫌われるものだ;彼女が何であったかと彼女が何であるかの間の距離は計り知れない。いいや！彼女に匹敵するような恥辱や罪はない。」彼は後に、誘惑に満ちた街に彼女を連れて行ったことを自分のせいにして、いくらか気持ちを和らげたが、それでも彼女とその子どもたちを捨ててしまった。彼の昔の家庭教師への手紙を通して表される苦しんでいる内部の独白を通して、彼は彼の家庭生活で培ったすべての感情的な結びつきについて繰り返しコメントする。-「絆(彼の心)はそれ自ずと鍛えられた。」
彼は後に、彼がショックから立ち直り始めると、読者はこれらの「絆」は起こりうる痛みの代償に値しないと信じるように誘導される。そして、私は市民ではなくなったが、真の男になった」と語った。
『新エロイーズ』では、理想は家庭的な農村の幸福（至福ではないにしても）であるのに対し、『エミール』とその続編では、理想は「社会的でない原始的な人間の自然な状態であった感情的な自己充足」である。
ルソー協会のメンバーであるウィルソン・パイバ博士は、「未完成のまま残された『エミールとソフィー』は、文学と哲学の見事な融合、教育による感情と理性の生産的なアプローチを生み出したルソーの比類なき才能を思い起こさせる」と述べている。

## 批評
ルソーの現代的で哲学的なライバルであるヴォルテールは『エミール』全体に批判的であったが、それが禁止された原因となった本の一部（「サヴォア司祭の信仰告白」と題する部分）は絶賛している。
ヴォルテールによると、『エミール』は、
しかし、ヴォルテールはさらに信仰の職業のセクションを支持し、それを「50ページほどの素晴らしいページ...それらが...そのような破廉恥漢によって書かれるべきだったのは残念なこと」と呼んだ。
ドイツの学者ゲーテは1787年に、「エミールとその感情は、耕作された心に普遍的な影響を及ぼした」と書いている。

## 影響
『エミール』は、その個性尊重・自由主義的な教育観と共に、ペスタロッチやカントらをはじめとして、近代の教育学・教育論に大きな影響を与えることになった。

## 日本語訳書
- 平林初之輔、林柾木 訳『エミール』 第一篇 - 第五篇、岩波文庫、1949年 - 1953年
- 今野一雄 訳 『エミール』 岩波文庫（上中下）、1962年 - 1964年
- 平岡昇 訳 「エミール」『世界の大思想17』 河出書房新社、1966年
  - 平岡昇 訳 「エミール」新装版『世界の大思想2』 河出書房新社、1973年
- 戸部松実 訳 「エミール」 『世界の名著30』 中央公論社、1966年、抜粋版
  - 戸部松実 訳 「エミール」『世界の名著36』中公バックス、1978年
- 樋口謹一 訳 「エミール（上下）」『ルソー全集』（第6巻 - 第7巻） 白水社、1980年 - 1982年
- 斉藤悦則 訳 『エミール』 光文社古典新訳文庫（全3巻）、2025年4月 - 10月
- 押村襄、宮本文好、永杉喜輔 訳 『エミール』玉川大学出版部、1982年、抜粋版
- 但田栄 訳 「エミール」 大学書林 語学文庫、2002年、語学テキスト